# Digamasellidae
Digamasellidae (лат.) — семейство хищных гамазовых клещей из отряда Mesostigmata (Rhodacaroidea). Встречаются повсеместно.

## Описание
Мелкие клещи длиной менее 1 мм. Обитают в почве и мёртвом органическом материале. Свободноживущие клещи, хищники  мелких беспозвоночных (коллембол, червей нематод, яиц членистоногих), а также ассоциированные с муравьями (Dendrolaelaps camponoti Wisniewski & Hirschmann, 1983 у муравьёв Camponotus herculeanus) и другими насекомыми.

## Классификация
Семейство было впервые выделено в 1957 году британским зоологом Г. О. Эвансом (Gwilym Owen Evans) в качестве подсемейства Dendrolaelapinae Hirschmann, 1960 из родов ранее входивших в состав семейства Rhodacaridae. Включает 13 родов (некоторые из них ранее считались подродами рода Dendrolaelaps) и около 260 видов.
- Dendrolaelaps Halbert, 1915[9]
- Dendrolaelaspis Lindquist, 1975[9]
- Dendrolobatus Shcherbak, 1980 (? Rhodacaridae)
- Dendroseius Karg, 1965[10]
- Digamasellus Berlese, 1905[9]
- Insectolaelaps Shcherbak, 1980
- Lindquistoseius Genis, Loots & Ryke, 1969 (? Panteniphididae)[11]
- Longoseius Chant, 1961[12]
- Multidendrolaelaps Hirschmann, 1974
- Oligodentatus Shcherbak, 1980
- Orientolaelaps Bregetova & Shcherbak, 1977 (? Rhodacaridae)[13]
- Panteniphis Willmann, 1949 (? Panteniphididae)
- Pontiolaelaps Luxton, 1989[14][15]
  - = Tridendrolaelaps Hirschman, 1974